# Puente Cessart
El puente Cessart está situado en la región francesa de los Países del Loira. Debe su nombre al ingeniero Louis-Alexandre de Cessart, que completó las obras de la estructura en 1770.
También conocido como "puente de Saumur", cruza el brazo principal del río Loira, y conecta el casco antiguo de Saumur con la Île d'Offard, situada en medio del río. Esta isla está atravesada por la Avenue du Général de Gaulle, y está unida a la orilla norte derecha por el puente des Cadets. Ambos puentes, y la carretera que los transita, son parte de la ruta departamental D947.

## Descripción
El Pont Cessart es una sucesión de doce arcos rebajados iguales con luces de 19,5 m, apoyados sobre once pilares de 3,9 m de ancho cada uno. Tiene una longitud total de 276,76 m, y alrededor de 12,5 m de ancho. La calzada horizontal del puente tiene dos carriles para vehículos de motor y carriles bici separados por balizamiento, y está bordeada por aceras y parapetos de piedra.
Durante mucho tiempo fue el único puente de carretera en la ciudad de Saumur; el puente de Cadre Noir no se construyó hasta 1982 como parte de la circunvalación, que se amplió a cuatro carriles en 2010.
El puente lleva el nombre de Louis-Alexandre de Cessart, quien lo construyó bajo los planes y la dirección de Jean-Baptiste de Voglie.

## Historia
El primer puente sobre el Loira en Saumur fue probablemente el Pont de Sept-Voies, construido unos metros río arriba en 1230. En ese momento, el Loira todavía tenía un amplio lecho fluvial con varias islas. En 1752, Cessart fue enviado a Saumur para reparar dos de los arcos del puente, pero pronto acordó con su superior, de Voglie, que se requería una reconstrucción completa.
En 1753, De Voglie diseñó un puente de 12 vanos, que fue uno de los primeros en tener una calzada que ya no se inclinaba hacia el centro, sino que era completamente horizontal. En el diseño tuvo en cuenta su experiencia con las dificultades que presentaron los suelos de arena y grava en otros puentes, particularmente el puente construido por Hardouin-Mansart sobre el río Allier en Moulins, que fue arrastrado por una riada poco antes de que se completara. Al construir el puente de Régemortes, que se acababa de comenzar como un reemplazo en ese momento, el problema del arrastre se resolvió de una manera muy especial. Con su diseño, de Voglie aún se adhirió a la regla de que el espesor de los pilares tenía que ser una quinta parte de la luz de los arcos, pero se aseguró de que el área de paso dejada por el puente no estrechara el cauce del Loira.
El borrador fue aprobado por la Asamblea General de Cuerpo de Ingenieros de Puentes y Carreteras en abril de 1756. Los trabajos de construcción comenzaron en mayo de 1756.
Se comenzó con la cimentación con pilotes de madera del estribo y del primer pilar del lado norte. Primero se dragó el río con un nuevo dispositivo, que se había utilizado con éxito en el puente George V en Orleans poco antes, para poder hincar los pilotes con mayor facilidad. Sin embargo, el drenaje del coferdán, que estaba rodeada por paredes dobles de madera y selladas con arcilla, resultó difícil. Los pozos de excavación se dividieron en dos y se bombearon alternativamente trabajando con entre 36 y 43 bombas, cada una de las cuales fue operada por cuatro trabajadores que se reemplazaban cada dos horas. A pesar de esto, solo con dificultad se drenaron los pozos de excavación. Además, el trabajo fue interrumpido por frecuentes niveles altos de agua.
Después de dos años insatisfactorios, se decidió usar el procedimiento utilizado por Charles Labelye en el puente de Westminster de Londres, empleándose cajones de cimentación por primera vez en Francia. Labelye se había reunido hacía poco tiempo con Jean-Rodolphe Perronet, el director de la Real Escuela de Puentes y Caminos, y Bernard Forest de Bélidor ya había descrito los cajones en su obra "Architecture hydraulique". Después de haber levantado con éxito una pila con este método, siguiendo el consejo de los ingenieros, se decidió construir el resto de las pilas de la misma manera. Los demás trabajos de construcción se realizaron sin mayores problemas. A continuación, se demolió el antiguo puente y se quitaron los pilares para no entorpecer la navegación. El trabajo de construcción se completó por completo en 1770.
Durante la Segunda Guerra Mundial, el tercer arco fue volado en 1940 por el ejército francés para frenar el avance de la Wehrmacht, que a su vez voló parte del puente en 1944 para asegurar su retirada. La reconstrucción se completó en 1948.
En 1968 se hundió un pilar porque se había reducido tanto el espesor de la arena del lecho del río con el paso de los años, que los cimientos pilotados ya no estaban constantemente sumergidos en el agua.
En 2020, el puente se reacondicionó por completo.

## Historia del arte

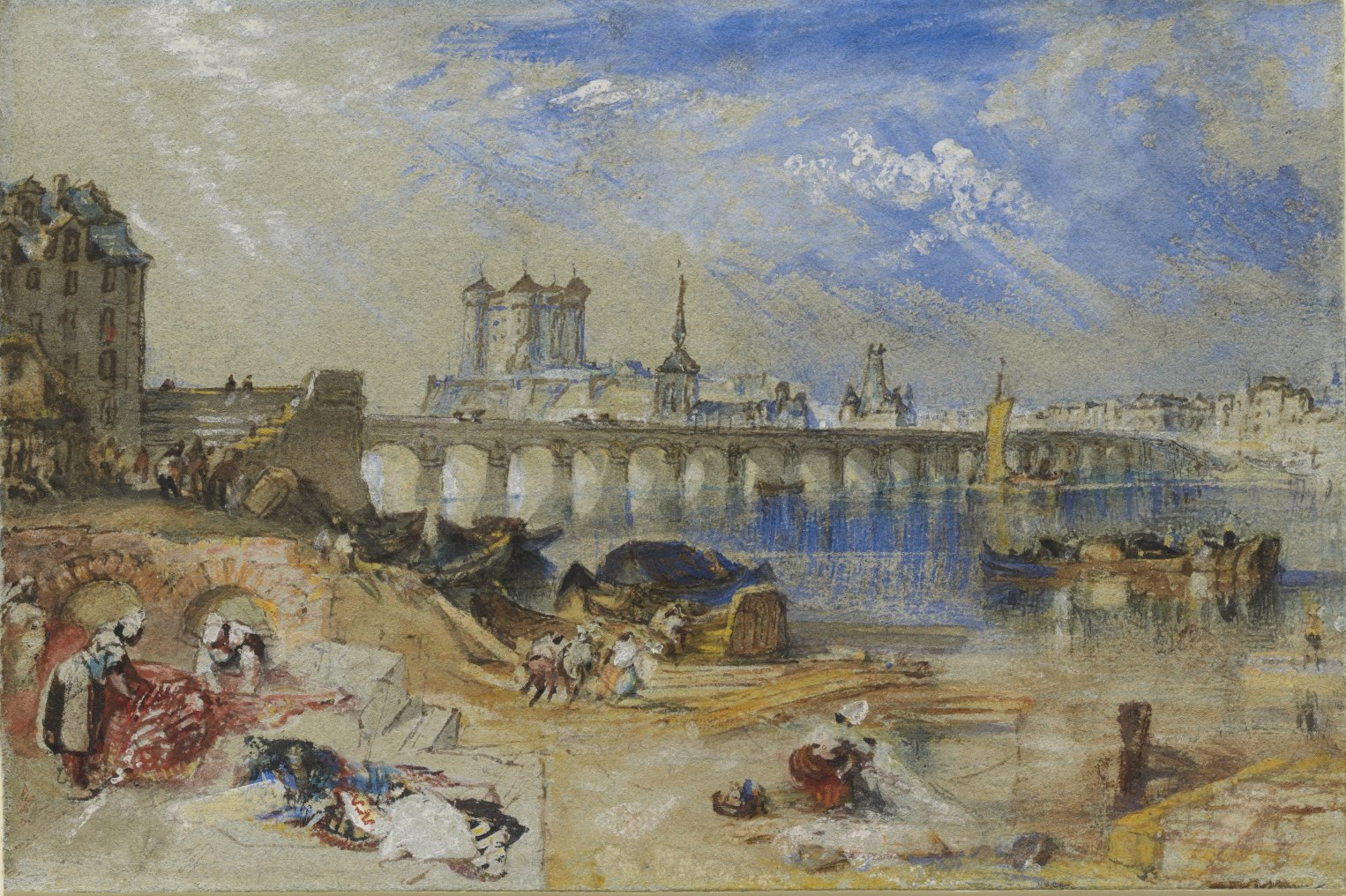
Paisaje con el puente, obra del pintor británico William Turner

El Pont Cessart fue representado por J. M. W. Turner en su acuarela Saumur desde la Isla de Offart, con el Puente Cessart y el Castillo en la distancia, hacia 1830.